# Pure Grinding (Avicii-sang)
Pure Grinding er en single af den svenske DJ Avicii fra hans andet studiealbum Stories. Sangen er albummets tredje single, og den blev udgivet den 28. august 2015 med singlen "For A Better Day". Sangen er sunget af Earl Johnson, kendt under navnet Earl St. Clair og Kristoffer Fogelmark, kendt under navnet Bonn, som dog ikke krediteret i sangen. Pure Grinding er skrevet af Tim Bergling (Avicii), Albin Nedler, Kristoffer Fogelmark og Earl Johnson.

## Baggrund
Bergling mødte Nedler og Fogelmark for første gang i Los Angeles i 2015. De mødtes for at arbejde på hans kommende studiealbum hvor meningen var, at Nedler og Fogelmark skulle give feedback til albummets sange. I stedet spillede de en demo, der fangede Berglings opmærksomhed, og den demo blev senere hen til Pure Grinding.
Bergling begyndte med det samme at arbejde på demoen, men han manglede en vokalist til sangen. Han kontaktede derfor Earl St. Clair, med det borgerlige navn Earl Johnson med to demoer, hvor den ene af dem ikke havde nogen tekst. Johnson har fortalt i et interview for "Front Row Live", at han valgte sangen uden tekst, og den senere hen blev til Pure Grinding. Bergling skrev teksten med Johnson, og derefter var sangen færdig.